# Iglesia de Santo Domingo (La Serena)
La Iglesia de Santo Domingo es un templo de estilo colonial y de una sola nave ubicado en la ciudad de La Serena, en Chile.
Es una de las cinco iglesias coloniales de piedra que posee la ciudad. De estilo clásico manierista, fue usada para su construcción piedra caliza entre los siglos XVII y XVIII. Sin embargo, su campanario, que es de estilo ecléctico, fue levantado recién en la segunda mitad del siglo XIX.
Se ubica sobre la calle Gregorio Cordovez al 235, entre Manuel Antonio Matta y Pedro Pablo Muñoz, en el casco histórico de la ciudad.
Fue declarada Monumento Histórico Nacional el día 16 de mayo de 2001.

## Primera iglesia
En 1615, llega a la zona la Orden de los Dominicos, realizando su trabajo de evangelización desde Copiapó pasando por Combarbalá, Illapel, Aconcagua y alrededores. Entre los años 1673 y 1675, la Orden construye un primer templo de piedra canteada y madera dedicado a Santo Domingo de Guzmán en la ciudad de La Serena. 
El 15 de septiembre de 1686, el pirata inglés Edward Davis junto a 200 bucaneros británicos y franceses (u 80 según Barros Arana) intenta apoderarse de la ciudad, al no lograr su objetivo, se ve obligado a atrincherarse en la iglesia y el claustro. Fue recién luego de una dura repelida por parte de la defensa de la ciudad, constituida por soldados y milicianos, protagonistas de una heroica acción que ha pasado a tener ribetes de leyenda que el pirata emprendió su huida quemando parcialmente algunas habitaciones del claustro del templo.
 (rev. Enlaces externos).

## Reconstrucciones

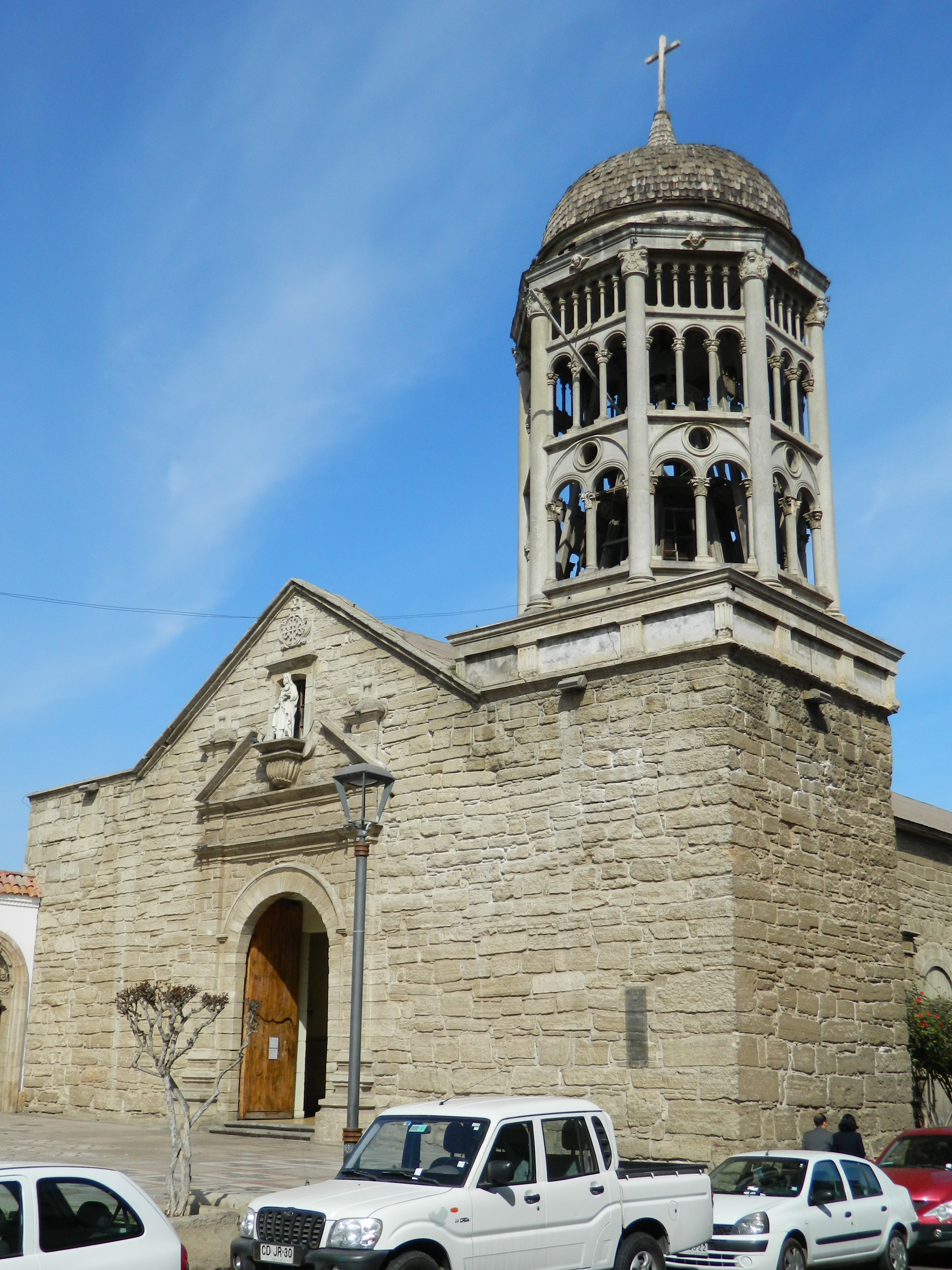
Vista de la fachada y torre de la Iglesia de Santo Domingo.

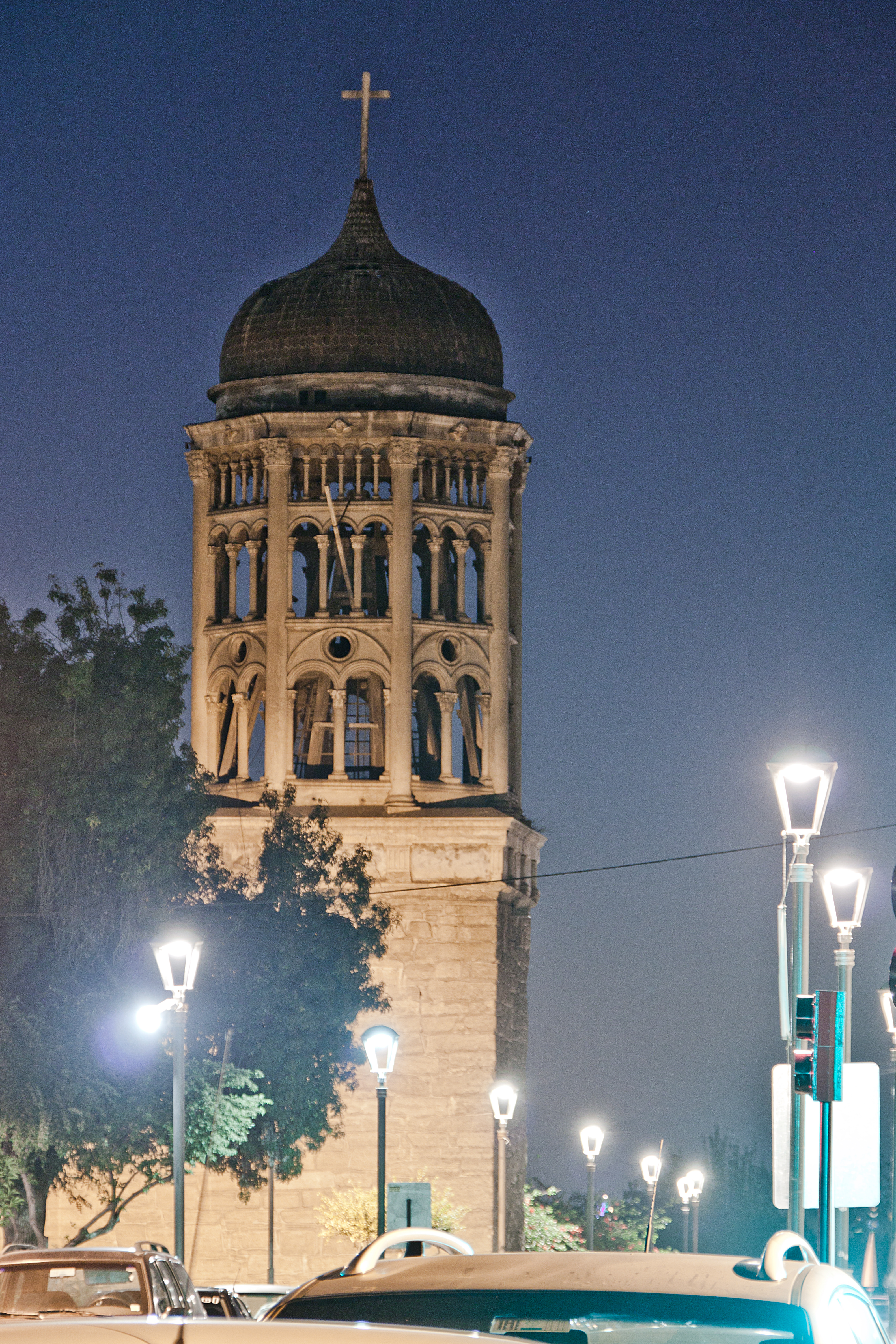
La torre de estilo ecléctico en la noche.

Luego de la destrucción, el templo fue reconstruido y puesto en servicio hacia 1775 gracias al esfuerzo de Fraile Domingo Meneces, quien logró reunir los fondos para terminarla. Para la construcción se reutilizaron gran parte de los materiales de la iglesia anterior, así como piedra caliza traída desde el sector Alto Peñuelas y maderas de otras latitudes. 
Una de las leyendas dice que cuando se realizaba la reconstrucción de esta iglesia, una crecida del mar amenazó con destruir la ciudad, ya que las olas llegaron hasta la barranca que hoy lleva el nombre de Santo Domingo. El pueblo asustado sacó en procesión a la Virgen del Rosario y las aguas que habían subido una milla de extensión, se retiraron al ver su presencia.
El 1 de enero de 1801, un fuerte terremoto azotó a La Serena afectando severamente al templo. El mismo debió ser nuevamente restaurado y reconstruido en partes. 
En 1825, con el descubrimiento de las minas de plata de Arqueros, la ciudad vivió una etapa de gran prosperidad que permitió mejorar ésta y otras iglesias serenenses. Una nueva remodelación se realizó en 1850, luego de otro fuerte sismo en la región.
Entre 1906 y 1911, los padres belgas, emprenden una renovación que incluyó el recubrimiento de las fachadas con hormigón y la construcción de una nueva torre. Años más tarde, entre 1961 y 1962, la iglesia fue nuevamente restaurada. Esta vez, el arquitecto Eduardo Arancibia y el maestro cantero Luis Núñez, trabajaron en la remoción del revestimiento de hormigón para volver a la fachada original. Además se realizaron trabajos de reparación en la torre.
Por la iglesia pasaron las órdenes de las Carmelitas y los Diocesanos. Actualmente, por una concesión otorgada por los Dominicos, el templo está administrado por el Instituto Secular Voluntad Dei.
El 16 de mayo de 2001, la iglesia es declarada Monumento Histórico Nacional por medio del Decreto Ejecutivo número 253.

## Arquitectura
El templo tiene una nave de 45 metros de largo y 9 metros de ancho. El Altar principal es ocupado por la imagen de Virgen de Nuestra Señora del Rosario, patrona de la iglesia. Los altares laterales tienen estatuas de Santo Domingo de Guzmán y San Francisco de Asís. 
Se destaca la fachada de piedra caliza y una gran puerta de madera de cedro. En la parte superior hay una imagen de la Virgen del Rosario. La iglesia conserva su estilo clásico manierista y tiene un campanario de estilo ecléctico.

## Claustro
En 1821 se abrió en su recinto el primer liceo regional, y el segundo del país después del Instituto Nacional de Santiago, que luego se trasladaría y transformaría en el liceo de Hombres de la ciudad.
En 1851 el claustro funcionó también como camposanto en el marco del Sitio de La Serena, centenares de cuerpos fueron enterrados en el lugar sin que hasta la fecha se conserve vestigio concreto de que sucedió con esos restos.
Actualmente no se preserva construcción alguna del claustro, los terrenos fueron vendidos para instalar un estacionamiento privado.